# Fritz-Hugo Backman
Fritz-Hugo Backman (28 de febrero de 1907-8 de abril de 1993) fue un actor teatral, cinematográfico y televisivo finlandés.

## Biografía
Nacido en Berlín, Alemania, su madre era la actriz y directora teatral Mia Backman. Backman actuó en las décadas de 1920 y 1930 en teatros de Helsinki, Víborg y Tampere, siendo director en el Porin Teatteri (en Pori) en 1943–1947, en el Lahden kaupunginteatteri (en Lathi) en 1947–1953 y 1959–1963, y en el Kaupunginteatteri de Hämeenlinna en 1963–1965. En el Teatro Nacional de Finlandia Backman interpretó veinte papeles entre 1938 y 1972. En el año 1954, Backman dirigió en el Teatro de verano Pyynikki, en Tampere, la obra de Wilhelm Meyer-Förster Vanha Heidelberg. 
Como actor cinematográfico, Backman fue el protagonista de la película Herra Lahtinen lähtee lipettiin (1939), aunque la mayor parte de sus papeles para la pantalla fueron de reparto. En la cinta de 1968 Täällä Pohjantähden alla, el actor encarnó al farmacéutico Dahlberg. 
Por su trayectoria artística, Fritz-Hugo Backman fue premiado en el año 1962 con la Medalla Pro Finlandia.  
Fritz-Hugo Backman falleció en Helsinki en el año 1993. En 1934 se había casado con la actriz Martta Kontula. Tras divorciarse en 1947, se casó con la también actriz Asta Backman.

## Filmografía
- 1931 : Rovastin häämatkat
- 1934 : Meidän poikamme ilmassa – me maassa
- 1936 : VMV 6
- 1939 : Herra Lahtinen lähtee lipettiin
- 1943 : Varjoja Kannaksella
- 1943 : Jees ja just
- 1944 : Sellaisena kuin sinä minut halusit
- 1954 : Opri
- 1954 : Leena
- 1956 : Lain mukaan
- 1957 : Herra sotaministeri
- 1968 : Täällä Pohjantähden alla
- 1970 : Akseli ja Elina
- 1973 : Pohjantähti